# Keanu
Keanu – amerykańska komedia sensacyjna z 2016 roku.
W rolach głównych wystąpił duet komików Keegan-Michael Key i Jordan Peele, a partnerują im m.in. Method Man, Tiffany Haddish i Will Forte. Ponadto Keanu Reeves w jednej scenie użyczył głosu kotu (swojemu imiennikowi), a Anna Faris zagrała w cameo samą siebie.
Film opowiada o kradzieży kota (tytułowego Keanu) i próbie jego odzyskania. Członkowie gangu Blipsów kradną z domu Rella (Peele) jego zwierzę. Rell i jego kuzyn Clarence (Key), podając się za zawodowych przestępców, nawiązują współpracę z Blipsami. Jako wynagrodzenie za pomoc przy handlu narkotykami mają otrzymać upragnionego kota.